# Saturn-Award-Verleihung 1992
Die 18. Saturn-Award-Verleihung fand am 13. März 1992 statt. Erfolgreichste Produktion mit fünf Auszeichnungen wurde Terminator 2 – Tag der Abrechnung.

## Nominierungen und Gewinner

### Film
| Kategorie                    | Preisträger               | Film                                        | Nominierungen |
| ---------------------------- | ------------------------- | ------------------------------------------- | --- |
| Bester Science-Fiction-Film  |                           | Terminator 2 – Tag der Abrechnung           | Roger Corman’s Frankenstein Rollerboys Predator 2 Rocketeer Timescape |
| Bester Horrorfilm            |                           | Das Schweigen der Lämmer                    | Body Parts Chucky 3 Children of the Night Dolly Dearest – Die Brut des Satans Misery Die Rückkehr der Untoten Der Feind in meinem Bett |
| Bester Fantasyfilm           |                           | Edward mit den Scherenhänden                | Rendezvous im Jenseits König der Fischer Teen Agent – Wenn Blicke töten könnten Robin Hood – König der Diebe Warlock – Satans Sohn |
| Beste Regie                  | James Cameron             | Terminator 2 – Tag der Abrechnung           | Eric Red für Body Parts Terry Gilliam für König der Fischer Roger Corman für Roger Corman’s Frankenstein William Dear für Teen Agent – Wenn Blicke töten könnten Jonathan Demme für Das Schweigen der Lämmer                                                                                          |
| Bestes Drehbuch              | Ted Tally                 | Das Schweigen der Lämmer                    | Albert Brooks für Rendezvous im Jenseits Richard LaGravenese für König der Fischer Charles Gale für Prisoners William Goldman für Misery James Cameron & William Wisher Jr. für Terminator 2 – Tag der Abrechnung                                                                                     |
| Beste Spezialeffekte         | Stan Winston              | Terminator 2 – Tag der Abrechnung           | Richard Yuricich & Kevin Yagher für Bill & Ted’s verrückte Reise in die Zukunft Syd Dutton, Bill Taylor & Gene Warren Jr. für Roger Corman’s Frankenstein Stan Winston & Joel Hynek für Predator 2 Ken Ralston für Rocketeer Perpetual Motion Pictures & Dream Quest Images für Warlock – Satans Sohn |
| Beste Musik                  | Loek Dikker               | Body Parts                                  | Danny Elfman für Edward mit den Scherenhänden Steve Bartek für Prisoners Howard Shore für Das Schweigen der Lämmer Jerry Goldsmith für Der Feind in meinem Bett Jerry Goldsmith für Warlock – Satans Sohn                                                                                             |
| Bestes Kostüm                | Marilyn Vance             | Rocketeer                                   | Colleen Atwood für Edward mit den Scherenhänden Beatrix Aruna Pasztor für König der Fischer Franca Zucchelli für Roger Corman’s Frankenstein John Bloomfield für Robin Hood – König der Diebe Colleen Atwood für Das Schweigen der Lämmer                                                             |
| Bestes Make-Up               | Carl Fullerton Neal Martz | Das Schweigen der Lämmer                    | Gordon J. Smith für Body Parts John Vulich & Everett Burrell für Die Rückkehr der Untoten David B. Miller für Valkenvania – Die wunderbare Welt des Wahnsinns Stan Winston & Scott H. Eddo für Predator 2 Stan Winston & Jeff Dawn für Terminator 2 – Tag der Abrechnung                              |
| Bester Hauptdarsteller       | Anthony Hopkins           | Das Schweigen der Lämmer                    | Jeff Bridges für König der Fischer Robin Williams für König der Fischer James Caan für Misery Kevin Costner für Robin Hood – König der Diebe Arnold Schwarzenegger für Terminator 2 – Tag der Abrechnung                                                                                              |
| Beste Hauptdarstellerin      | Linda Hamilton            | Terminator 2 – Tag der Abrechnung           | Meryl Streep für Rendezvous im Jenseits Winona Ryder für Edward mit den Scherenhänden Kathy Bates für Misery Jodie Foster für Das Schweigen der Lämmer Julia Roberts für Der Feind in meinem Bett |
| Bester Nebendarsteller       | William Sadler            | Bill & Ted’s verrückte Reise in die Zukunft | Alan Arkin für Edward mit den Scherenhänden Alan Rickman für Robin Hood – König der Diebe Patrick Bergin für Der Feind in meinem Bett Robert Patrick für Terminator 2 – Tag der Abrechnung Wayne Newton für The Dark Backward                                                                         |
| Beste Nebendarstellerin      | Mercedes Ruehl            | König der Fischer                           | Dianne Wiest für Edward mit den Scherenhänden Robin Bartlett für Teen Agent – Wenn Blicke töten könnten Frances Sternhagen für Misery Mary Elizabeth Mastrantonio für Robin Hood – König der Diebe Jennifer Connelly für Rocketeer                                                                    |
| Bester Nachwuchsschauspieler | Edward Furlong            | Terminator 2 – Tag der Abrechnung           | Joshua John Miller für Robodad Justin Whalin für Chucky 3 Chris Demetral für Dolly Dearest – Die Brut des Satans Candace Hutson für Dolly Dearest – Die Brut des Satans Jonathan Brandis für Die unendliche Geschichte II – Auf der Suche nach Phantásien Corey Haim für Rollerboys                   |

### Fernsehen
| Kategorie                  | Preisträger | Film         | Nominierungen |
| -------------------------- | ----------- | ------------ | --- |
| Beste Network-Fernsehserie |             | Dark Shadows | Hexenjagd in L.A. Psycho IV – The Beginning Zurück in die Vergangenheit Raumschiff Enterprise: Das nächste Jahrhundert Geschichten aus der Gruft |

### Homevideo
| Kategorie                   | Preisträger | Film      | Nominierungen |
| --------------------------- | ----------- | --------- | --- |
| Beste Videoveröffentlichung |             | Soultaker | Tödliches Versteck Pale Blood The Pit and the Pendelum – Der Meister des Grauens! Scanners II Unborn – Kind des Satans |

### Ehrenpreise
| Kategorie                 | Preisträger           | Film | Nominierungen |
| ------------------------- | --------------------- | ---- | ------------- |
| Special Award             | Ray Harryhausen       |      |               |
| George Pal Memorial Award | Gene Roddenberry      |      |               |
| Life Career Award         | Arnold Schwarzenegger |      |               |
| President’s Award         | Robert Shaye          |      |               |